# Leptocerus masik
Leptocerus masik är en nattsländeart som beskrevs av Malicky 1995. Leptocerus masik ingår i släktet Leptocerus och familjen långhornssländor. Inga underarter finns listade i Catalogue of Life.